# Apeadeiro de Tojeirinha
O Apeadeiro de Tojeirinha é uma interface da Linha da Beira Baixa, que serve a localidade de Tojeirinha, no Distrito de Castelo Branco, em Portugal.

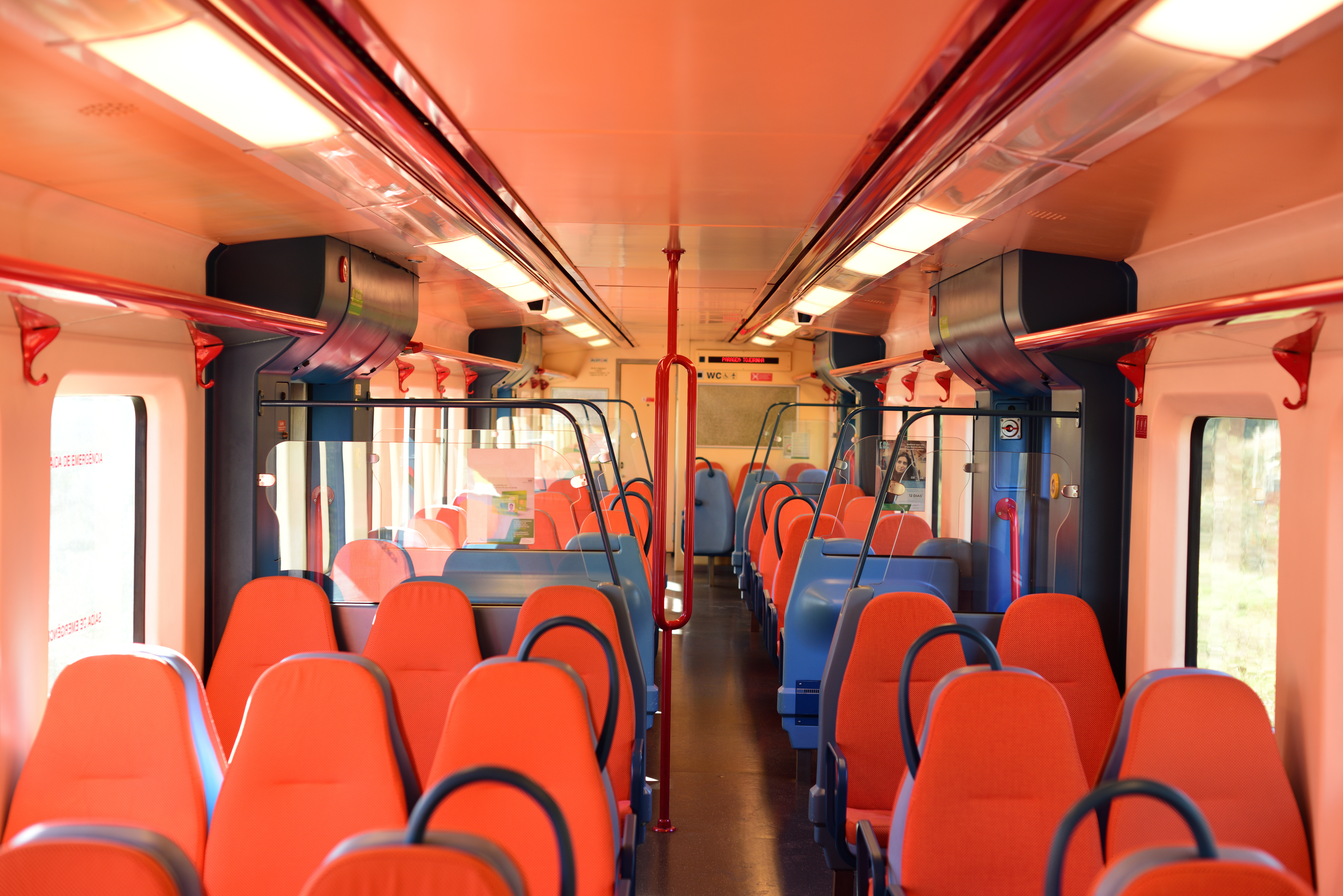
Interior de um comboio Regional no Apeadeiro de Tojeirinha, em 2016.

## História
Esta interface situa-se no troço entre Abrantes e a Covilhã, que começou a ser construído nos finais de 1885, e entrou em exploração no dia 6 de Setembro de 1891, pela Companhia Real dos Caminhos de Ferro Portugueses.
Em 1948, foi construída uma via de resguardo em Tojeirinha, para facilitar a circulação ferroviária entre Ródão e Sarnadas, obra que se inseriu num programa de renovação de carris da Linha da Beira Baixa.